# Helene Christaller

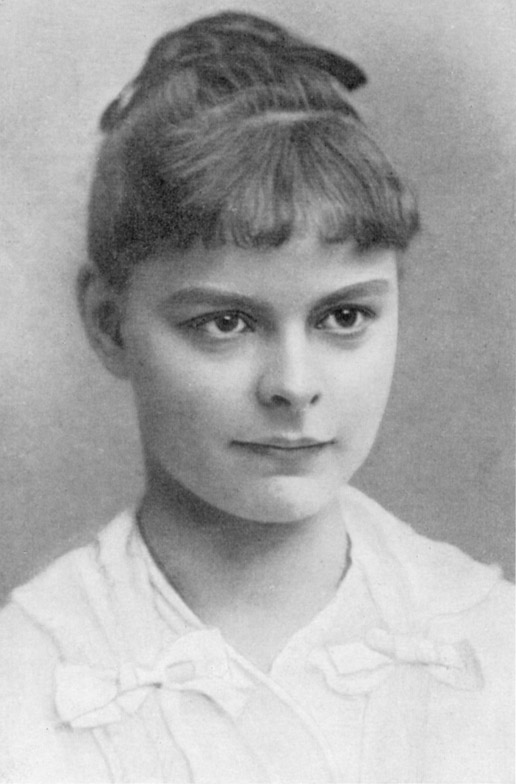
Helene Christaller im Alter von 17 Jahren.

Helene Christaller (geborene Heyer; * 31. Januar 1872 in Darmstadt; † 24. Mai 1953 in Jugenheim/Bergstraße) war eine der bekanntesten evangelischen Schriftstellerinnen ihrer Zeit.

## Leben
Helene Heyer wurde 1872 als Tochter eines Rechtsanwaltes in Darmstadt geboren. Ihre Mutter Elisabeth ist die Tochter des hessischen Hofbibliothekdirektors Philipp Walther. Sie besuchte die höhere Töchterschule in Darmstadt, der Konfirmandenunterricht prägte sie. Im Jahr 1890 heiratete sie als 18-Jährige den Pfarrer und Schriftsteller Erdmann Gottreich Christaller. Sie lebte mit ihm mehrere Jahre im Schwarzwald in Berneck, wo sie 1891 die Tochter Else und 1893 den Sohn Walter Christaller gebar. Ab 1894 wohnte die Familie in Ottenhausen bei Pforzheim. Dort kamen die Töchter Gertrud (1894) und Erika, die spätere bildende Künstlerin Nöldecke-Christaller (1896–1963), zur Welt. Ihr Mann wurde aufgrund seiner 1901 erschienenen Satire Prostitution des Geistes dienstlich suspendiert und ließ sich wegen seiner zunehmenden Schwerhörigkeit vorzeitig pensionieren. Zu dieser Zeit war Helene Christaller Leiterin von Schulgottesdiensten und sie begann mit dem erwerbsmäßigen Schreiben, in dem sie für Kinder Erzählungen und Kurzgeschichten, aus persönlichen Erfahrungen verfasste, um die Familie zu versorgen, die bald nach Jugenheim an der Bergstraße zog. Ihr 1907 erschienener Roman Gottfried Erdmann und seine Frau war sehr erfolgreich und erlebte zahlreiche Auflagen. Sehr bekannt ist auch Magda, Geschichte einer Seele 1905. Sehr viele Romane wurden in andere Sprachen übersetzt. Die meisten spielen in Pfarrhäusern oder haben ein dörfliches Thema. Im Jahr 1917 ließ sie sich von ihrem Mann scheiden und zog nach Darmstadt um. Im Ersten Weltkrieg verlor Helene Christaller ihren Bruder, ihr Sohn kehrte seelisch geschädigt aus dem Krieg zurück.
Außer ihren Romanen, Novellen und biografischen Erzählungen verfasste sie auch viele Artikel für Friedrich Naumanns Zeitschrift Die Hilfe, zum Familienblatt Daheim, dem Deutschen Mädchenbuch und Westermanns Monatsheften. Sie wurde 1917 mit dem Rheinischen Dichterpreis ausgezeichnet. In der Zeit des Nationalsozialismus, dem sie kritisch gegenüberstand, war ihr Buch Adam geht auf Wanderschaft als „wehrkraftzersetzend“ in Deutschland verboten, erschien aber weiterhin in der Schweiz. Nach dem Zweiten Weltkrieg wurden einige ihrer Werke bis in die 1980er Jahre neu aufgelegt.
Christaller verstarb 1953 in Jugenheim und wurde auf dem Friedhof Jugenheim im Familiengrab beigesetzt.
Sie war die Tante des Konfessionskundlers Friedrich Heyer.

## Ehrungen
- In Darmstadt-Kranichstein wurde eine Straße (Helene-Christaller-Weg) nach Helene Christaller benannt.
- In Jugenheim wurde eine Straße (Helene-Christaller-Weg) nach Helene Christaller benannt.
- In Straubenhardt-Ottenhausen wurde eine Straße (Helene-Christaller-Weg) nach Helene Christaller benannt.

## Werke (Auswahl)
- Gottfried Erdmann und seine Frau. Friedrich Reinhardt, Basel 1907.
- Schiffe im Sturm. Erzählung. Hans Bartholdi, Wismar 1909.
- Das Gotteskind. Friedrich Reinhardt, Basel 1910, DNB 450780619.
- Heilige Liebe. Eine Geschichte aus Assisis alten Tagen. Friedrich Reinhardt, Basel 1911, DNB 572601298.
- Von Liebe. Novellen und Skizzen. Friedrich Reinhardt, Basel 1915, DNB 580818349.
- Verborgenheit. Strecker & Schröder, Stuttgart 1920, DNB 572601514.
- Das Tagebuch der Annette. Ein Stück aus dem verborgenen Leben der Annette von Droste-Hülshoff. Friedrich Reinhardt, Basel 1925, DNB 572601484.
- Als Mutter ein Kind war. Eine Geschichte aus dem Leben. Friedrich Reinhardt, Basel 1927.
- Das Blaue Haus. Eine Geschichte aus dem Leben. Friedrich Reinhardt, Basel 1934.
- Adam geht auf Wanderschaft. Lebenslauf eines Pfarrersohnes. Friedrich Reinhardt, Basel 1936, DNB 572601131.
- Meine Mutter. Ein erfülltes Leben. Friedrich Reinhardt, Basel 1937, DNB 572601352.
- Von großen und kleinen Leuten. Christliche Verlagsanstalt, Konstanz 1940, DNB 57260128X.
- Christine. Eine Lebensgeschichte. Friedrich Reinhardt, Basel 1942, DNB 572601182.
- Albert Schweitzer. Ein Leben für andere. Acker-Verlag, Berlin 1932. Fortführung und Nachwort von Richard Kik. Steinkopf, Stuttgart 1953, DNB 450780759.